# Club Nacional de Football (baloncesto)
El Club Nacional de Football es una institución multideportiva de Montevideo, Uruguay, fundada el 14 de mayo de 1899 y dedicada especialmente a la práctica del fútbol. La sección de baloncesto del club comenzó a funcionar desde el 26 de enero de 1933, cuando la Comisión Directiva del club aprobó la incorporación del Club Springfield para tener un equipo representativo de Nacional.
Nacional ha obtenido dos Campeonatos Federales (1935 y 1937), dos Liguillas (1982 y 1983) de Primera División y un Campeonato de la Liga Uruguaya de Básquetbol (2025).
En la actualidad, el club disputa la Liga Uruguaya de Básquetbol y es el actual campeón. Fue finalista tres veces en los últimos seis años, y tras dos finales perdidas, en 2025 logró su primer campeonato.

## Historia

### Fundación
La historia de Nacional en básquetbol comienza en el año 1932, bajo la presidencia del Dr. José María Delgado. La idea fue anexar al Club Nacional de Football la infraestructura que poseía en aquella época el Club Springfield, ya afiliado a la Federación Uruguaya de Basketball. El 26 de enero de 1933, la Comisión Directiva aprobó la mencionada incorporación, por la cual el plantel del Springfield pasó a representar a Nacional y su Comisión Directiva comenzó a actuar como la Subcomisión de básquetbol dentro del club.

### Campeones federales
En forma casi inmediata llegan los éxitos deportivos. Alcanza en 1934 el vicecampeonato, detrás de Sporting. Al año siguiente, Nacional logra por primera vez el título de Campeón Federal venciendo a Trouville, título que solo habían logrado anteriormente clubes pioneros como el mencionado Sporting, Atenas, Olimpia y Unión Atlética. En 1936 repite el vicecampeonato, también detrás de Sporting, para ser nuevamente campeón en 1937.
Luego siguieron años de declive deportivo que culminó con el descenso en 1941 a Segunda de Ascenso.
En 1947 se consigue el retorno a Primera División, escoltando a Tabaré que resultara campeón. Y allí se inició un ciclo de varios años, en el cual, si bien no se obtuvo un nuevo título Federal, el equipo tricolor fue sostenido animador de toda esa década.

### Descensos
El Federal de 1957, bajo la presidencia de José Añón, culmina con el descenso a Segunda, con un inmediato retorno a Primera División en la temporada siguiente. En junio de 1960, tras un torneo reducido correspondiente a la temporada 1959, el equipo desciende a Segunda iniciando un largo ciclo de ausencia del círculo de privilegio. A lo largo de los 60 los avatares fueron un nuevo descenso, en este caso a Tercera, el rápido retorno a Segunda en 1964, y una dura sanción por profesionalismo en 1969, que trajo como consecuencia el descenso a Tercera para 1970. En 1974 se produce el descenso a la última divisional, Cuarta de ascenso.

### Retorno a Primera

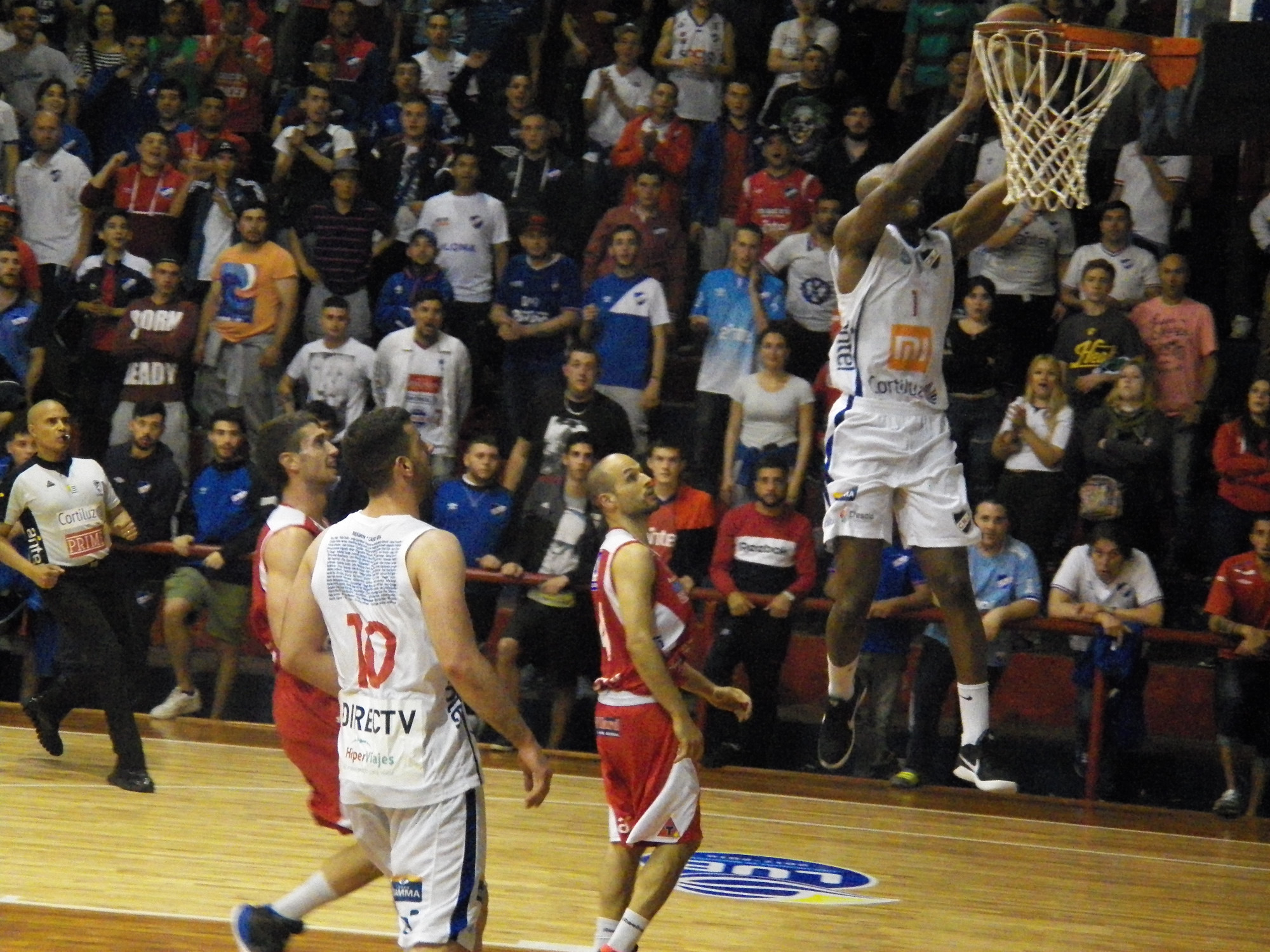
Partido entre Nacional y Trouville, correspondiente a la liga 2017-18.

El equipo logró el campeonato de 4º en 1976, tras dramática definición con Olivol Mundial. Militó en 1977 en Segunda B y en 1978 se obtuvo el ascenso. La temporada 1979 resultó más dificultosa de lo previsto y Nacional salvó la permanencia en la última fecha, venciendo a Unión Atlética en el Parque Central. El 31 de enero de 1980, Dante Iocco asumía la presidencia del club y se reforzó el plantel. Ese año, no logró el ascenso a Primera, pero si lo logró al año siguiente. El retorno a Primera se coronó con la obtención de dos Liguillas de Primera División: 1982 y 1983.

### Alternancia
Desde ese momento hasta el final de la historia de los campeonatos Federales, Nacional alternó las desazones de bajar a Segunda, con la alegría de retornar al círculo de privilegio. Creada la Liga Uruguaya de Básquetbol a partir de 2004, Nacional debió participar del Torneo Metropolitano que agrupa a los equipos de la capital que pugnan por los ascensos a la Liga. Durante las primeras ediciones de este campeonato, Nacional ha estado más de una vez a un paso del ascenso. En 2004, cuando a pesar del aporte del «NBA» Esteban Batista, perdió contra Sayago la semifinal que definía una de las dos plazas. En 2008 se perdió con Aguada la final de la ronda final que definía el segundo ascenso. En 2011, Nacional obtuvo el ascenso, al derrotar a Club Social Larrañaga en los play-offs, logrando participar por primera en la temporada 2012-2013 en la cual logró mantenerse en primera (a pesar de haber quedado en posición de descenso) debido a las sanciones aplicadas a Cordón y Welcome.  La temporada 2013-2014 depararía el descenso de Nacional, ya que sufrió la quita de puntos por incidentes en su primer partido frente a Biguá, y esto lo llevó a jugar un desempate con Bohemios donde fue derrotado.

### Consolidación
Luego de dos años más jugando en segunda división, Nacional consiguió nuevamente el ascenso en la Liga Uruguaya de Ascenso 2016, logrando participar en primera en la temporada 2017-2018, en la cual logró meterse entre los 8 mejores equipos y acceder a los Play-off por primera vez en su historia en la Liga Uruguaya de Básquetbol
Actualmente, desde el retorno a la primera categoría, Nacional llegó 7 veces a semifinales en 8 ediciones y a tres finales en los últimos seis años. A pesar de haber perdido las finales de la Liga Uruguaya de Básquetbol en dos ocasiones (2021 con el Club Biguá y 2022-23 con Hebraica y Macabi), Nacional logró finalmente consagrarse campeón uruguayo en la temporada 2024-25 tras vencer al Club Atlético Aguada en una épica final que terminó 4-3, siendo el primer equipo en la historia de la Liga Uruguaya de Básquetbol en remontar una desventaja de 1-3 en unas finales.
En 2024, el club conquistó su primer título internacional FIBA tras vencer a San Lorenzo por 77-76 en la final de la Liga Sudamericana de Baloncesto 2024, siendo el primer equipo uruguayo en ganar la LSB y también el primero en conseguir un título internacional desde 2008.

## Instalaciones

### Gimnasio cubierto

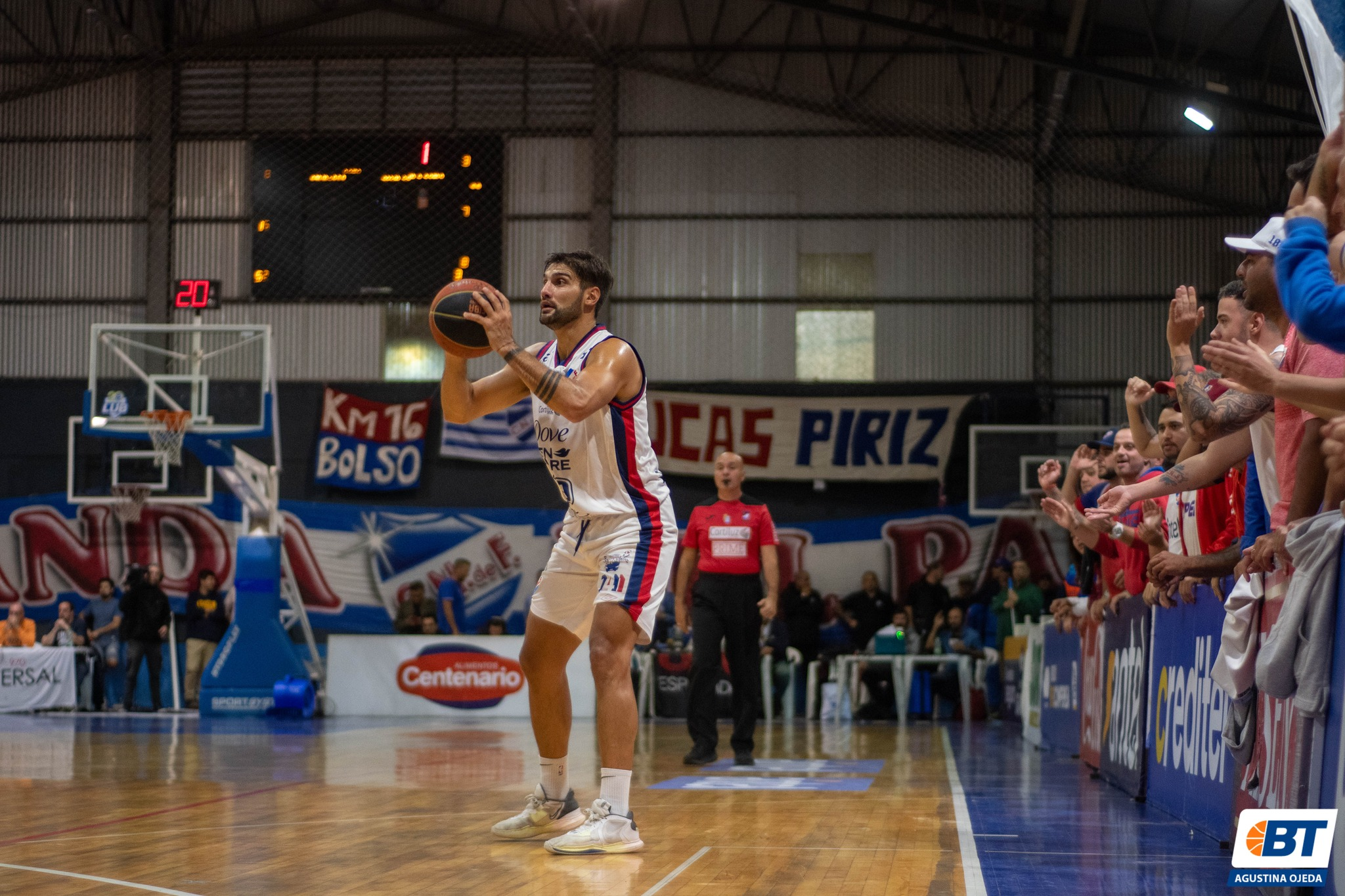
Polideportivo presente en el predio del Estadio Gran Parque Central, en el que Nacional oficia de local.

Nacional tiene una cancha de baloncesto anexada a su estadio de fútbol, el Gran Parque Central, en la cual, en el año 2023, volvió a ser local tras más de 20 años. Desde el año 2012 se vienen llevando a cabo obras con el fin de remodelar el escenario deportivo, en el mes de junio de 2013 se logró cumplir con el primer objetivo, la colocación del techo y la iluminación a través de la colaboración directa de la hinchada. Adicionalmente, se realizaron trabajos de pintura, limpieza y reacondicionamiento de las instalaciones con el fin de lograr un crecimiento sostenido del escenario. En el año 2016 se colocó el piso flotante y en el año 2023 se colocaron tribunas retráctiles.
Al no tener la cancha habilitada durante mucho tiempo, Nacional ha tenido que alquilar escenarios pertenecientes a otros clubes, como por ejemplo a Welcome, Unión Atlética, Sayago, Goes entre otros.

## La hinchada
La hinchada de Nacional se conoce como La Banda del Parque. Es una de las hinchadas más populares dentro del básquetbol uruguayo, por lo que Nacional se encuentra dentro de los clubes que mayor cantidad de entradas vende por partido.
Últimamente, y más todavía con el reciente ascenso a primera división, una parte cada vez más grande de la hinchada de fútbol está concurriendo a los escenarios de basquetbol. Debido a esto, Nacional fue uno de los equipos que ha vendido más entradas en la temporada de la Liga Uruguaya de Básquetbol 2012-13, a pesar de los malos resultados.
Posteriormente y conforme sus resultados mejoraron, se afianzó como uno de los equipos con mayor cantidad de seguidores.

## Técnicos
| Técnicos              |                    |               |
| Nombre                | Nac.               | Temporada     |
| Alberto Espasandín    | Bandera de Uruguay | 1981-1983     |
| Pedro Pereira         | Bandera de Uruguay | 1994          |
| Pedro Pereira         | Bandera de Uruguay | 1997          |
| Héctor Da Pra         | Bandera de Uruguay | 1998          |
| Pedro Pereira         | Bandera de Uruguay | 2001 - 2002   |
| Daniel Corpas         | Bandera de Uruguay | 2002          |
| Ramiro de León        | Bandera de Uruguay | 2003          |
| Walter Vázquez        | Bandera de Uruguay | 2004          |
| Julio Monterroso      | Bandera de Uruguay | 2005          |
| César Somma           | Bandera de Uruguay | 2007-2008     |
| Pedro Pereira         | Bandera de Uruguay | 2009          |
| Daniel Corpas         | Bandera de Uruguay | 2009          |
| Gustavo Sande         | Bandera de Uruguay | 2009 - 2010   |
| Horacio Perdomo       | Bandera de Uruguay | 2010 - 2011   |
| Juan Carlos Werstein  | Bandera de Uruguay | 2012          |
| César Somma           | Bandera de Uruguay | 2012          |
| Daniel Mancione       | Bandera de Uruguay | 2012          |
| Gonzalo Caneiro       | Bandera de Uruguay | 2013 - 2014   |
| Germán Fernández      | Bandera de Uruguay | 2014          |
| Diego Castrillón      | Bandera de Uruguay | 2015          |
| Daniel Lovera         | Bandera de Uruguay | 2015          |
| Federico Camiña       | Bandera de Uruguay | 2016          |
| Gonzalo Fernández     | Bandera de Uruguay | 2017-2019     |
| Leonardo Zylbersztein | Bandera de Uruguay | 2019-2021     |
| Miguel Volcan         | Bandera de Uruguay | 2022-2022     |
| Gonzalo Fernández     | Bandera de Uruguay | 2022-2023     |
| Álvaro Ponce          | Bandera de Uruguay | 2023-presente |

## Comisión directiva
las nuevas autoridades que integran dicha comisión, según fuera elegida la misma en la asamblea de socios del 13 de marzo de 2019. Según lo resuelto, integran la misma los siguientes socios:
| Comisión directiva           |                    |
| Nombre                       | Cargo              |
| Ariel Martínez Rodríguez     | Presidente         |
| Omar Manzur Gomensoro        | Vicepresidente     |
| Sebastián García Fariña      | 2.º Vicepresidente |
| Valentina Pertusatti Ramírez | Secretaria         |
| Gerardo Corbo Maidana        | Prosecretario      |
| Daniel Ognibene Barrios      | Tesorero           |
| Damián Gómez Bidegain        | Contador           |
| Alfredo Vásquez Ithurralde   | Vocal              |
| Ignacio Mendieta Bica        | Vocal              |
| Rafael Barrella Rearden      | Vocal              |
| Camilo Maidana Lauz          | Vocal              |

## Palmarés
Torneos nacionales
| Competición nacional                              | Competición nacional | Títulos                       | Subcampeonatos    |
| ------------------------------------------------- | -------------------- | ----------------------------- | ----------------- |
| Liga Uruguaya de Básquetbol                       | 1                    | 2024-25                       | 2021, 2022-23.    |
| Campeonato Federal                                | 2                    | 1935, 1937                    | 1934, 1936, 1983. |
| Liguilla de Primera División                      | 2                    | 1982, 1983.                   |                   |
| Campeonato Federal de Segunda de Ascenso          | 5                    | 1958, 1981, 1992, 1997, 2001. |                   |
| Torneo Preparación de Segunda División            | 3                    | 1942, 1958, 1981              |                   |
| Campeonato Federal de Tercera de Ascenso          | 2                    | 1964, 1978                    |                   |
| Campeonato Federal de Cuarta División             | 1                    | 1976.                         |                   |
| Copa Franklin Delano Roosevelt                    | 1                    | 1947                          |                   |
| Torneo Domingo Martínez Bullesich                 | 1                    | 1947                          |                   |
| Torneo Especial de la FUBB “Pro ayuda al Ecuador” | 1                    | 1949                          |                   |

Torneos internacionales
| Competición internacional       | Competición internacional | Títulos | Subcampeonatos |
| ------------------------------- | ------------------------- | ------- | -------------- |
| Campeonato Rioplatense          | 1                         | 1936    | -              |
| Liga Sudamericana de Baloncesto | 1                         | 2024    | -              |